# Félix Mendoza
Félix Mendoza fue militar, con el rango de mayor. Nació en la Sección de Güerogachi, municipio de Chínipas, Chihuahua. Militó en las filas maderistas en 1911; al año siguiente combatió a los orozquistas sublevados en contra del gobierno del presidente Madero, se unió a la Revolución Constitucionalista y alcanzó el grado de mayor. Se encontraba inválido a consecuencia de un balazo que recibió en el combate de La Muralla, Sinaloa, y en mayo de 1915 quedó con el mando de la guarnición de Álamos. El día 12 fue atacado por tropas villistas en número diez veces superior, resistió cinco horas y cuando la mayoría de sus hombres habían caído muertos o heridos, dio la orden de rendirse y se disparó un balazo que le causó la muerte.
El general Álvaro Obregón cita los hechos de su muerte de la siguiente forma:

«Entre los hechos militares que mayor realce dieron a las armas Constitucionalistas, en la región Sur de Sonora y en la época del sitio de Navojoa, debe citarse la defensa de la Ciudad de Álamos, Sonora, el día 12 de mayo de 1915.
El combate fue desigual, desesperado y rudo: el enemigo en número abrumador, cargaba sobre el cuartel, donde se defendía aquel grupo de valientes: éstos fueron siendo diezmados; muriendo unos y cayendo prisioneros otros, hasta que, por fin, el agotamiento de cartuchos y la asfixia que entre ellos comenzaba a producir el humo dentro del cuartel, los imposibilitó para prolongar aquel sacrificio inútil. Entonces el Mayor Mendoza, que era el Jefe de aquel puñado de hombres, les aconsejó se rindieran y él disparándose su arma, se privó de la vida. Su asistente, al ver aquel gesto heroico de su Jefe, cogió el arma de éste, y siguiendo su ejemplo, con ella se dió muerte también».